# Pierre Troquereau
Pierre Troquereau, né le 5 novembre 1914 à Coutras et mort le 7 novembre 1991 à Libourne, est un militaire, fonctionnaire et résistant français, Compagnon de la Libération. 

## Biographie

### Jeunesse et engagement
Fils d'agriculteurs, Pierre Troquereau naît le 5 novembre 1914 à Coutras, en Gironde. Se destinant à la carrière de vétérinaire, il entre à l'école nationale vétérinaire de Toulouse où il obtient son diplôme en 1938, juste avant d'effectuer son service militaire à l'école vétérinaire militaire de Saumur. 

### Seconde Guerre mondiale
Sous-lieutenant de réserve, Pierre Troquereau est mobilisé en 1939 et affecté comme vétérinaire au 24e régiment d'infanterie coloniale (24e RIC) avec lequel il part pour le Levant,. Après l'armistice du 22 juin 1940, alors que la plus grande partie du 24e RIC stationnée au Liban et en Syrie passent dans l'armée d'armistice, le 3e bataillon du régiment, basé à Chypre, choisit de se rallier à la France libre,. Pierre Troquereau, membre de ce bataillon, fait également ce choix et est dirigé vers l'Égypte où lui et ses camarades s'engagent dans les forces françaises libres,. Rejoints par une compagnie du régiment évadée du Liban sous les ordres du capitaine Folliot, les hommes issus du 24e RIC forment alors le 1er bataillon d'infanterie de marine,. Ce dernier étant équipé en matériel motorisé fournit par les anglais, le lieutenant-vétériaire Troquereau n'a plus a gérer de mulets dont était jusqu'alors doté le régiment. Il est alors muté au 1er escadron de spahis marocains du capitaine Jourdier, unité encore équipée de ces animaux.
Engagé dans la campagne d'Érythrée de novembre 1940 à mai 1941, il participe ensuite à la campagne de Syrie à l'issue de laquelle son unité stationne à Damas,. L'escadron devient alors complètement motorisé et Pierre Troquereau, qui n'a plus de raison de rester vétérinaire, est nommé chef d'un peloton de combat avant d'être promu capitaine et de prendre le commandement de l'escadron lui-même,. Engagé dans la guerre du désert, il combat en Libye pendant toute l'année 1942 puis, après que son unité est devenue le 1er régiment de marche de spahis marocains (1er RMSM) en septembre, prend part à la seconde bataille d'El Alamein,. Opérant ensuite dans la campagne de Tunisie, il se distingue le 6 mars 1943, lors de la bataille de Médenine, en faisant preuve de courage et de sang-froid face à l'attaque d'une colonne allemande et malgré une blessure par éclats d'obus,. Il est pour cela cité à l'ordre de l'armée. Le 1er RMSM stationne ensuite au Maroc où il est intégré à la 2e division blindée (2e DB) du général Leclerc avec laquelle il part pour l'Angleterre en avril 1944 en vue du débarquement allié en Europe.
Toujours chef du 1er escadron du 1erRMSM, Pierre Troquereau débarque avec la 2e DB sur Utah Beach le 1er août 1944 et participe à la bataille de Normandie. Faisant preuve d'audace et de bravoure, il prend une part active à la libération des villages du Ménil-Scelleur et de Joué-du-Plain, obtenant ainsi une citation à l'ordre de la division. Lors de la libération de Paris, il est blessé le 24 août à Montgeron, puis après être passé par la capitale, contribue à la prise des villes du Bourget, de Dugny et du Blanc-Mesnil, ce qui lui vaut une citation à l'ordre du corps d'armée,. Lors de la Campagne de Lorraine, il obtient une nouvelle citation à l'ordre de la division grâce à ses progressions audacieuses qui permettent à la division d'atteindre rapidement la Mortagne et la Vezouze,. Il participe ensuite à la libération de Strasbourg puis suit l'avancée de la 2e DB en Allemagne jusqu'à Berchtesgaden où il termine la guerre.

### Après-Guerre
Démobilisé en septembre 1945, Pierre Troquereau entre à l'administration coloniale au sein de laquelle il reprend son métier de vétérinaire. Il est posté en Afrique-Équatoriale française de 1946 à 1959, principalement à Bangui où il exerce comme vétérinaire-inspecteur en chef du service d'élevage de la France d'outre-mer. Après avoir exercé différentes fonction d'expert-vétérinaire, il prend sa retraite dans les années 1970 avec le grade de vétérinaire-inspecteur général de 1er échelon et s'intalle dans son village natal.
Pierre Troquereau meurt le 7 novembre 1991 à Libourne et est inhumé à Coutras.

## Décorations
|  |  |  |  |  |  |  |  |  |
|  |  |  |  |  |  |  |  |  |
|  |  |  |  |  |  |  |  |  |
|  |  |  |  |  |  |  |  |  |
|  |  |  |  |  |  |  |  |  |

| Officier de l'Ordre de la Légion d'Honneur                                                                    | Officier de l'Ordre de la Légion d'Honneur                                                                    | Officier de l'Ordre de la Légion d'Honneur                                                                    | Compagnon de la Libération Par décret du 24 mars 1945                | Compagnon de la Libération Par décret du 24 mars 1945                | Compagnon de la Libération Par décret du 24 mars 1945                | Croix de guerre 1939-1945 Avec une palme, une étoile de vermeil et deux étoiles d'argent | Croix de guerre 1939-1945 Avec une palme, une étoile de vermeil et deux étoiles d'argent | Croix de guerre 1939-1945 Avec une palme, une étoile de vermeil et deux étoiles d'argent |
| Médaille des blessés de guerre                                                                                | Médaille des blessés de guerre                                                                                | Médaille des blessés de guerre                                                                                | Officier de l'Ordre du Mérite agricole                               | Officier de l'Ordre du Mérite agricole                               | Officier de l'Ordre du Mérite agricole                               | Croix du combattant volontaire Avec agrafe "Guerre 1939-1945"                            | Croix du combattant volontaire Avec agrafe "Guerre 1939-1945"                            | Croix du combattant volontaire Avec agrafe "Guerre 1939-1945"                            |
| Médaille coloniale Avec agrafes "Érythrée", "Syrie", Libye", "Cyrénaïque", "Fezzan-Tripolitaine" et "Tunisie" | Médaille coloniale Avec agrafes "Érythrée", "Syrie", Libye", "Cyrénaïque", "Fezzan-Tripolitaine" et "Tunisie" | Médaille coloniale Avec agrafes "Érythrée", "Syrie", Libye", "Cyrénaïque", "Fezzan-Tripolitaine" et "Tunisie" | Médaille commémorative des services volontaires dans la France libre | Médaille commémorative des services volontaires dans la France libre | Médaille commémorative des services volontaires dans la France libre | Médaille commémorative française de la guerre 1939-1945                                  | Médaille commémorative française de la guerre 1939-1945                                  | Médaille commémorative française de la guerre 1939-1945                                  |
| Médaille commémorative de Syrie-Cilicie                                                                       | Médaille commémorative de Syrie-Cilicie                                                                       | Médaille commémorative de Syrie-Cilicie                                                                       | Ordre du Mérite (Syrie)                                              | Ordre du Mérite (Syrie)                                              | Ordre du Mérite (Syrie)                                              | Officier du Nichan Iftikhar (Tunisie)                                                    | Officier du Nichan Iftikhar (Tunisie)                                                    | Officier du Nichan Iftikhar (Tunisie)                                                    |
| Presidential Unit Citation (États-Unis)                                                                       | | |                                                                      |                                                                      |                                                                      |                                                                                          |                                                                                          |                                                                                          |